# Maltería La Calera
La Maltería La Calera es una fábrica de cebada malteada y antigua cervecería ubicada en el sector de Artificio, en La Calera, Región de Valparaíso, Chile.
En 1891 Jorge Fuchs fundó una cervecería en el sector de Artificio, cuya edificación fue creciendo exponencialmente hasta el terremoto de 1906. Entre 1908 y 1915 Fuchs incorporó capital a su cervecería mediante un socio, para mitigar las consecuencias del terremoto. En 1916 la cervecería fue adquirida por la Compañía de Cervecerías Unidas (CCU), que construyó en el lugar una maltería para autoabastecer toda su producción con cebada malteada.
El conjunto arquitectónico se conforma de grandes naves de albañilería con cubiertas a dos aguas, que se disponen en torno a dos patios centrales, donde se articulan las actividades asociadas a la producción. En cada extremo de los patios existen dos edificaciones altas, que actúan como silos para acopio de material.
En 1946 la producción de malta se trasladó hacia las plantas de Santiago y de Limache, por lo que el edificio se encontró sin producción hasta 1953, cuando pasó a manos de Miguel Erlwein, quien lo transformó en la «Maltería Aconcagua». En 1983, luego de una quiebra financiera, la CCU adquirió de nuevo el inmueble mediante su división agrícola «Agrícola Victoria».
Entre los años 1998 y 2000 funcionó como «Agroindustrias del Pacífico», para luego seguir con el nombre de «Cervecería y Maltería La Calera» entre 2007 y 2016, año en que se produjo su cierre definitivo, cuando abastecía a la industria cervecera peruana.